# Flor-de-lis

Flor de lis.

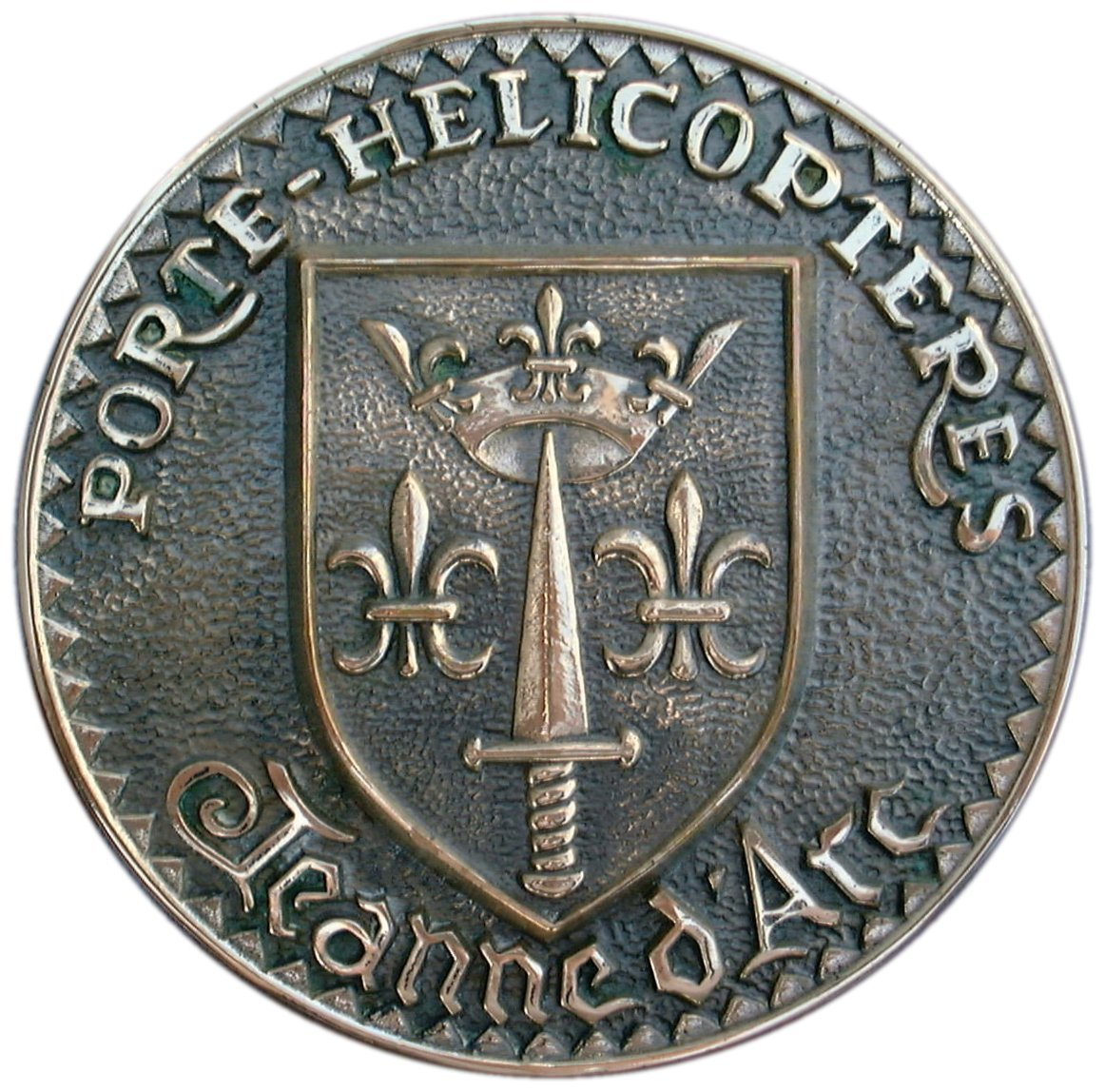
Flor-de-lis em uma cobertura de artilharia do navio Jeanne d'Arc.

A flor-de-lis (⚜️) é uma figura heráldica muito associada à monarquia francesa, particularmente ligada com o rei da França. Ela permanece extraoficialmente um símbolo da França, assim como a águia napoleônica. Mas não tem sido usada oficialmente ao longo dos vários períodos republicanos por que atravessou este país.
A palavra lis, de fato, é um galicismo que significa lírio ou íris, mas também pode ser uma contração de "Louis" (termo francês equivalente a "Luís"), que foi o primeiro príncipe a utilizar o símbolo (ficando, assim, fleur-de-louis, ou "flor de Luís"). Assim, a representação desta flor, e seu simbolismo, é o que os elementos heráldicos querem transmitir, quando a empregam sob as mais diversas formas. É uma das quatro figuras mais populares em brasonaria, juntamente com a águia, a cruz e o leão.
A flor-de-lis é, simbolicamente, identificada à Íris e ao Lírio, como o fez Mirande Bruce-Mitford no seu livro "Signos e Símbolos", informando que Luís VII, o Jovem (1147), teria sido o primeiro dos reis de França a adoptar a íris como seu emblema e a servir-se da mesma para selar as suas cartas-patentes, e como o nome Luís se escrevia na época Loys ou Louis, esse nome teria evoluído de fleur de louis para fleur de lis (flor de lis), representando, com as três pétalas, a fé, a sabedoria e o valor. A verdade, mesmo observando a grande semelhança entre os perfis da íris e da flor de lis, é que o monarca francês apenas adoptou o símbolo de grande antiguidade na heráldica de França, pois que ele já aparece em 496 d. C., quando o Arcanjo Rafael teria aparecido a Santa Clotilde, mulher de Clóvis, rei dos Francos, e lhe oferecido um lírio, acontecimento que teria concorrido para a sua conversão ao cristianismo (repercussão hagiográfica daquele episódio primaz ocorrido com a Virgem Maria, quando o Anjo da Natividade, São Gabriel, lhe teria aparecido empunhando um lírio e fazendo-lhe a anunciação de estar predestinada a ser mãe do Salvador, e logo o pai terreno deste, São José, também vir a ser iconografado com a flor do lírio, assinalando-o como patriarca de novel dinastia sagrada, portadora de realeza divina). No ano 1125, a bandeira de França apresentava o seu campo semeado de flores de lis, o mesmo acontecendo com o seu brasão de armas até ao reinado de Carlos V (1364), quando passaram a figurar apenas três flores de lis. Conta-se que este rei teria adoptado oficialmente o símbolo para, por esse emblema, honrar a Santíssima Trindade.
Todavia, o lírio estilizado como flor-de-lis é planta bíblica ainda associada ao pendão do rei David e igualmente à pessoa de Jesus Cristo ("olhai os lírios do campo…"); também aparece no Egipto associado à flor-de-lótus, e igualmente entre os assírios e os muçulmanos. Cedo, se tornou símbolo de poder e soberania, de realeza que se faz por investidura divina, o que leva a também simbolizar a pureza do corpo e da alma. Por isso, os antigos reis europeus eram divinos por sagração directa da divindade na pessoa da autoridade sacerdotal, e para o serem teriam, em princípio, que ser justos e perfeitos ou puros, como o teria sido a Virgem Maria, "Lírio da Anunciação e Submissão" (Ecce Ancila Domine, "eis a serva do Senhor").

## Origem
Segundo a lenda, conta-se que, após o nascimento de Hércules ou Héracles (filho de Zeus com uma mortal), Zeus, que pretendia tornar Hércules imortal, pediu, a Hermes, que levasse Héracles para junto do seio de Hera, quando esta dormia, e o fizesse mamar. A criança teria sugado com tal violência que, mesmo após Héracles ter terminado, o leite da deusa teria continuado a correr e as gotas caídas teriam formado, no céu, a Via Láctea e, na Terra, a flor de lis.
A flor-de-lis tem pouco a ver com a "lis" que se encontra nos jardins (utilizado em heráldica sob o nome de "lírio de jardim"). É uma alteração gráfica do lírio-amarelo-dos-pântanos (Íris pseudacorus L. ou "íris amarela"), que teria sido escolhida no século V, como atributo, por Clóvis I, após sua vitória na batalha de Vouillé sobre os visigodos, a oeste de Poitiers, e que encontra-se abundantemente sobre as margens do rio Lys e do rio Senne na Bélgica.
O primeiro emprego atestado de um ramo de lis foi em um sinete do príncipe Luís, futuro Luís VIII de França, em 1211. O ramo foi substituído em 1375 por três flores de lis. Atualmente, é representado de uma forma estilizada, amarelo sobre um fundo azul: azul com um ramo de lis dourado ou azul com três flores de lis douradas, na versão moderna.

## Símbolo do escotismo
A flor-de-lis é o principal símbolo do escotismo mundial. Ela era utilizada em cartas náuticas representando o norte com a sua ponta, exercendo a mesma função da rosa dos ventos, além de ser o símbolo da monarquia francesa desde o século XII. O símbolo foi escolhido por Robert Baden-Powell como representação do movimento que ele criara, pois idealizava a direção que o escotismo seguiria desde então. A flor de lis, para os franceses, também representava pureza de espírito, luz e perfeição, atributos incorporados no escotismo até os dias de hoje.
No movimento escoteiro, as três pétalas representam os três pilares da promessa escoteira e o apontar para o Norte em mapas e bússolas, mostra para onde o jovem deve ir, sempre para cima.

## Na literatura
O símbolo foi apresentado na moderna ficção sobre temas históricos e místicos, como no best-seller O Código Da Vinci e outros livros discutindo o Priorado de Sião. Ela repete na literatura francesa, onde exemplos bem conhecidos incluem a flor-de-lis em personagens de O corcunda de Notre Dame de Victor Hugo, e de referência em Os Três Mosqueteiros de Alexandre Dumas ao antigo costume de marcar, com um sinal, o criminoso. Durante o reinado de Isabel I de Inglaterra, conhecida como a época elizabetana, era um nome padrão para uma íris, uma utilização que durou séculos, mas ocasionalmente se refere a lírios ou outras flores. Ele também apareceu na novela A Confederacy of Dunces de John Kennedy Toole, em um sinal composto pela personagem principal. 

## Símbolo prêmios e comendas
A flor-de-lis é utilizada como símbolo do curso de letras em várias universidades como a Universidade Federal de Alagoas, a Universidade da Integração Internacional da Lusofonia Afro-Brasileira, a Universidade de Caxias do Sul, a Universidade Estadual do Oeste do Paraná, a Universidade Federal do Triângulo Mineiro, a Universidade Federal de Santa Maria, a Universidade Estadual Paulista, o Centro Universitário de Franca, a Universidade Federal do Pará etc. A flor-de-lis também era utilizada como um símbolo de maestria na culinária francesa, quando um chef preparava algo fora do comum, a realeza lhe premiava com uma flor de lis em ouro e pedras preciosas e lhe era dado a honra de nomear a iguaria.

## Galeria de imagens

Flor de lis na bandeira de Guadalupe.
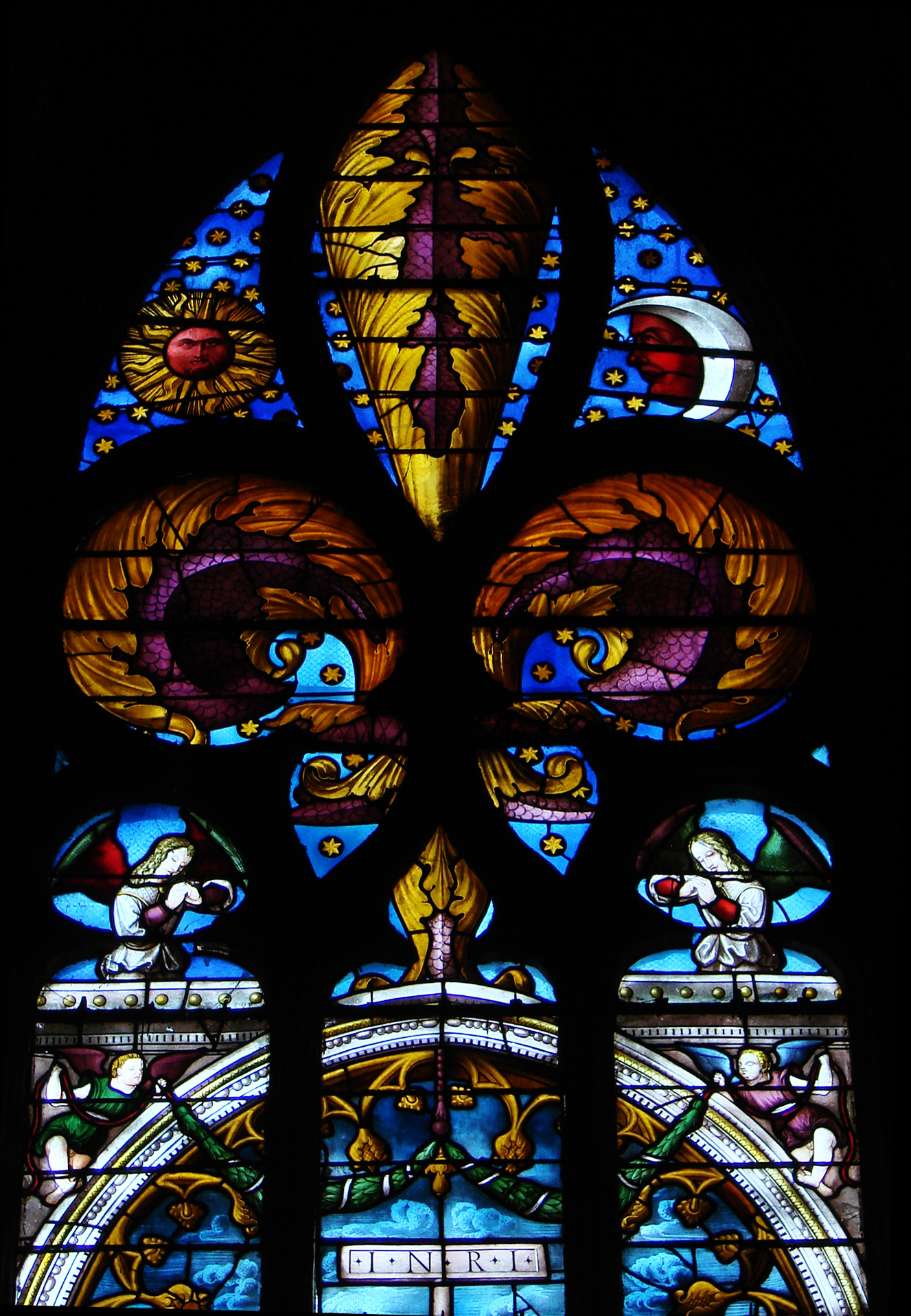
Lis em vitral na catedral de Santa Maria de Auch
Flor de Lis na bandeira de Quebec
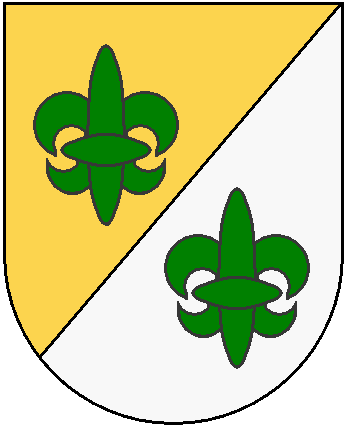
Brasão da Companhia de Polícia Feminina da PMPR.
Brasão de Florença
Bandeira da Região da Borgonha
Flor de lis no brasão de Montes Claros

## Leituras complementares
- Michel Pastoureau, « Une Fleur pour le Roi », in Une histoire symbolique du Moyen Âge occidental, 2004
- P.B. Gheusi Le Blason. Théorie nouvelle de l'art héraldique et de la science des armoiries (1932)